# 欧姬蜂属
欧姬蜂属（学名：Opheltes）是姬蜂科下的一个属。

## 下属物种
本属包括以下物种：
- 银翅欧姬蜂 Opheltes glaucopterus (Linnaeus, 1758)
- 日本欧姬蜂 Opheltes japonicus Cushman, 1924